# Comtat de Maricopa
El comtat de Maricopa es troba a la part sud-central de l'estat nord-americà d'Arizona.
L'oficina del cens dels Estats Units va estimar que la seva població era de 4.485.414 habitants el 2019, cosa que el converteix en el comtat més poblat de l'estat i el quart més poblat dels Estats Units, el qual conté aproximadament el 62% de la població d'Arizona. De fet, és més poblat que 23 estats del país. La seu del comtat és Phoenix, la capital de l'estat i la cinquena ciutat més poblada dels Estats Units.
El comtat de Maricopa va rebre el nom dels mericopes, el poble originari de la zona. Hi ha cinc reserves de nadius americans situades al comtat. Les més grans són la comunitat índia Pima-Maricopa Salt River (a l'est de Scottsdale) i la comunitat índia Gila River (al sud de Chandler).